# Фотоэлектрохимическая ячейка
Фотоэлектрохими́ческие яче́йки — разновидность солнечных батарей — предназначены для преобразования светового излучения (включая видимый свет) в электрическую энергию. Состоят из полупроводникового фотоанода и металлического катода, погружённых в электролит. Принцип действия основан на явлении внутреннего фотоэффекта.
Некоторые фотоэлектрохимические ячейки просто генерируют электрическую энергию, в то время как другие производят водород в ходе процесса, сходного с электролизом воды.

## Фотогенерирующая ячейка
В этом типе фотоэлектрохимических ячеек электролиз воды на водород и кислород происходит при облучении анода электромагнитным излучением. Такие ячейки рассматриваются как способ конверсии солнечной энергии в транспортабельную форму — водород.
Фотогенерирующие ячейки преодолевают 10 % барьер экономической эффективности.
Лабораторные тесты подтверждают эффективность процесса. Главной проблемой является коррозия полупроводников в прямом контакте с водой.
Исследования направлены на выполнение требований Департамента энергетики США (DoE) — обеспечение срока службы в 10000 часов.

## Ячейки Гретцеля
Ячейка Гретцеля или цветосенсибилизированная солнечная батарея использует светопоглощающий высокопористый нанокристаллический оксид титана (nc-TiO2) для производства электрической энергии.

## Другие солнечные батареи третьего поколения
- Нанокристаллические солнечные батареи
- Полимерные солнечные батареи